# Eupithecia biviridata
Eupithecia biviridata es una especie de polilla de la familia Geometridae. La especie fue descrita por primera vez por William Warren habiendo sido descrita en 1896, con distribución en Himalaya. El holotipo de la especie fue descrita en los alrededores de la colina Khasi, India.